# Гетеромісові
Мішотчасті щури, мішотчасті стрибуни, гетеромісові (Heteromyidae) — родина ссавців ряду Мишоподібні (Muriformes).

## Опис
До родини гетеромісових належать дрібні гризуни з довжиною тіла 6-20 см і довжиною хвоста 4,5-21,5 см. За зовнішнім виглядом нагадують гризунів з родин стрибакові (Microdipodops, Dipodotnys) або мишеві (Liomys, Heteromys).
У деяких представників родини задні кінцівки розвинені значно сильніше, ніж передні, які зменшені (рід Dipodomys). Хвіст у всіх представників родини довгий і у більшості густо покритий шерстю. У всіх представників добре розвинені щічні мішки, які можуть скороченням особливих м'язів вивертатися назовні і таким чином звільнятися від вмісту і втягуватися знову всередину. Внутрішня поверхня мішків покрита волоссям. Волосяний покрив від м'якого, шовковистого, до жорсткого і щетинкоподібного. Забарвлення змінюється від сірувато-чорного до майже білого. Часто колір волосяного покриву подібний з забарвленням субстрату місцевості.
Череп у гетеромісів характеризується дуже тонкими кістками. Виличні дуги тонкі і слабо розставлені в сторони. Потилична кістка зменшена. Нижня щелепа невелика і слабка. Кісткові слухові барабани великі, злегка роздуті у родів Liomys і Heteromys і дуже сильно роздуті у Dipodomys і Microdipodops. Носові кістки заходять далі вперед, ніж різці. Зубна формула: I 1/1 C 0/0 P 1/1 M 3/3 = 20 зубів.
Різці тонкі, стислі з боків. Тільки у роду Dipodomys щічні зуби ростуть протягом усього життя. Коронки щічних зубів високі, чотирьох-горбкуваті. У родів Perognathus, Microdipodops і Dipodomys різці мають на передній поверхні поздовжні борозенки, а у Heteromys і Liomys їх немає.

## Поширення
Поширення охоплює південно-західну частину Канади, західну частину США, Мексику, Центральну Америку і Південну Америку до Еквадору, Колумбії і Венесуели.

## Спосіб життя
Населяють гетеромісові різні біотопи: прерії, сухі рівнини, пустелі, сухі та зріджені ліси (Perognathus, Microdipodops і Dipodomys), а також чагарникові або густо зарослі високою травою рівнини або вологі тропічні ліси (Liomys і Heteromys). Зазвичай тримаються поодинці. Під кущами, деревами або каменями, а іноді в піску викопують собі норки. Нора часто має кілька вихідних отворів і гніздову камеру, а також камеру для запасів їжі. Більшість видів після повернення в нору закриває вихід земляною пробкою.
Активні уночі. У вологу або холодну погоду звірки не виходять назовні. Деякі види можуть впадати в сплячку. При русі представники родів Perognathus, Liomys і Heteromys використовують всі чотири кінцівки, а представники родів Dipodomys і Microdipodops пересуваються тільки на двох задніх кінцівках, використовуючи хвіст як балансу.

## Живлення
Харчуються переважно насінням і іншими частинами рослин. Поїдають також і дрібних тварин (наприклад, комах). Багато видів родини запасають їжу, перетягуючи її в щічних мішках. Питної води не потребують, отримуючи необхідну вологу разом з їжею або в результаті фізіологічних процесів за рахунок так званої оксидазної води.

## Розмноження
Характерний поліестральний тип розмноження. Самиці народжують від 1 до 8 дитинчат (звичайно від 3 до 5). Вагітність триває приблизно 24-33 дні. Протягом року буває один (на півночі) або кілька приплодів.

## Класифікація
- Підродина Dipodomyinae
  - Dipodomys Gray, 1841
  - Microdipodops Merriam, 1891
- Підродина Heteromyinae
  - Heteromys Desmarest, 1817
  - Liomys Merriam, 1902
- Підродина Perognathinae
  - Chaetodipus Merriam, 1889
  - Perognathus Wied-Neuwied, 1839

## Філогенія
За Hafner et al. (2007)

|  | Dipodomys     |
|  |               |
|  | Microdipodops |
|  |               |

|               | Heteromys                                                   |
|               |                                                             |
| Perognathinae | \| \| Perognathus \| \| \| \| \| \| Chaetodipus \| \| \| \| |
|               | \| \| Perognathus \| \| \| \| \| \| Chaetodipus \| \| \| \| |
|               | Perognathus                                                 |
|               |                                                             |
|               | Chaetodipus                                                 |
|               |                                                             |

|  | Perognathus |
|  |             |
|  | Chaetodipus |
|  |             |

|  | Dipodomys     |
|  |               |
|  | Microdipodops |
|  |               |

|               | Heteromys                                                   |
|               |                                                             |
| Perognathinae | \| \| Perognathus \| \| \| \| \| \| Chaetodipus \| \| \| \| |
|               | \| \| Perognathus \| \| \| \| \| \| Chaetodipus \| \| \| \| |
|               | Perognathus                                                 |
|               |                                                             |
|               | Chaetodipus                                                 |
|               |                                                             |

|  | Perognathus |
|  |             |
|  | Chaetodipus |
|  |             |

## Ресурси Інтернету
- http://animaldiversity.ummz.umich.edu/site/accounts/information/Heteromyidae.html [Архівовано 14 грудня 2013 у Wayback Machine.]

| Панда | Це незавершена стаття з теріології. Ви можете допомогти проєкту, виправивши або дописавши її. |